# Touch rugby
Pour les articles homonymes, voir Touch.
 (août 2021).

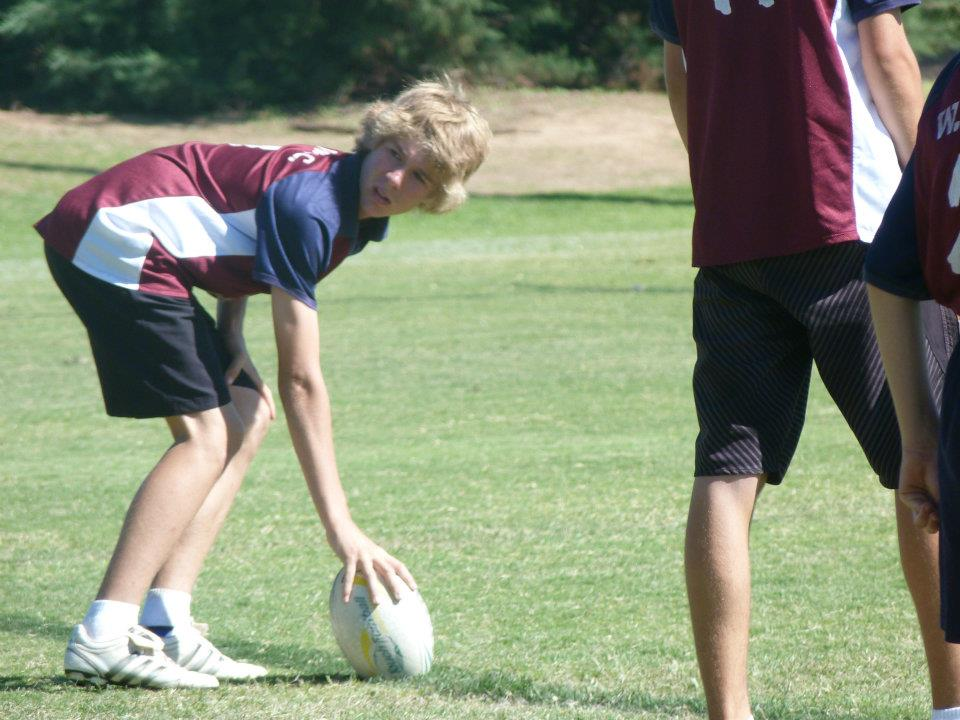
Jeune joueur de Touch

Le Touch (appelé aussi « touch football  » ou « touch rugby » , du verbe anglais to touch qui signifie toucher) est un sport originaire d'Australie de la famille du rugby. Ses règles s'apparentent plus au rugby à XIII, duquel il dérive, qu'au rugby à XV. Le but premier de ce sport est de marquer plus d'essais que son adversaire. Pour cela, les 6 joueurs d'une équipe peuvent stopper la progression de l'autre équipe simplement en touchant (à une main) les joueurs adverses. Les touchers peuvent être effectués sur n'importe quelle partie du joueur ou sur le ballon et sont caractérisés par leur absence de violence. Les contacts violents n'étant pas autorisés, il n'y a pas de plaquage au sens rugbystique du terme dans le Touch. De ce fait,  la pratique du Touch peut se faire de façon mixte. La mixité est d'ailleurs mise en avant dans ce sport et représente aujourd'hui sa spécificité.
Si de prime abord le Touch peut apparaître comme une pratique complémentaire du rugby à XIII, il se doit néanmoins d'être appréhendé avant tout comme sport à part entière. À ce titre, le Touch dispose de sa fédération internationale, la Fédération Internationale de Touch. En France, les clubs de Touch sont regroupés au sein de la fédération Touch France.

## Histoire
Ce sport est apparu dans les années 50 en Australie et la première compétition de Touch s'est déroulée à Sydney, à l'initiative du South Sydney Touch Football Association (South Sydney Rabbitohs). Depuis, la discipline n'a cessé de croître et compte aujourd'hui près d'une cinquantaine de fédérations à travers le monde et sur l'ensemble des continents. En France, la fédération a vu le jour en 2001. Touch France compte aujourd’hui plusieurs milliers de licenciés.

## Approche
Les règles sont simples et le jeu ne nécessite pas beaucoup de matériel (un ballon et un terrain rectangulaire). Il existe une version du touch adaptée qui se joue sur la plage : le beach touch. Bien que parfois nommé « Touch football, » le jeu au pied est interdit, ce qui réduit le champ stratégique.
Le contact physique - caractéristique du rugby - est évité, ce qui rend le jeu ouvert à tous, et donne la possibilité de jouer sans crainte de blessures. Il existe ainsi des équipes mixtes.
Le sport se décline à la fois selon une pratique sportive pouvant être jouée à haut niveau, et comme un "social sport" rassemblant amis et famille dans un climat de convivialité.
Le Touch bénéficie de formes de jeu propres et ne doit pas être réduit à un simple dérivé de la pratique du rugby. Concernant ce dernier, le touch peut constituer une aide permettant le développement de capacités et techniques essentielles d'une part, et d'entretenir la forme nécessaire utile au rugby et aux autres sports d'autre part.

## Fédération Internationale de Touch
La Fédération internationale de Touch (FIT) a été formée par un regroupement des championnats nationaux d'Australie qui se sont tenus en 1985 à Melbourne. Elle a pour vocation de gérer et de développer le Touch à travers le monde.

Logo FIT

Aujourd'hui la FIT regroupe une cinquantaine de fédérations issues du monde entier. Elle est actuellement présidée par le français Erick Acker.

## Les catégories
En compétition, le Touch est décomposé en plusieurs catégories. Les principales catégories du Touch, que l'on retrouve notamment lors de la Coupe du Monde (Touch World Cup) ou de la Coupe d'Europe (European Championship) sont : 
- Mixed Open (équipe mixte sans limite d'âge)
- Women's Open (équipe féminine sans limite d'âge)
- Men's Open (équipe masculine sans limite d'âge)
- Women’s 27’s (équipe féminine de plus de 27 ans) - anciennement Women’s 30’s (équipe féminine de plus de 30 ans)
- Men’s 30’s (équipe masculine de plus de 30 ans)
- Men’s 35’s (équipe masculine de plus de 35 ans)
- Men’s 40’s (équipe masculine de plus de 40 ans)
- Men's 45's (équipe masculine de plus de 45 ans)
- Men’s 50’s (équipe masculine de plus de 50 ans)
- Senior Mixed (équipe mixte senior - hommes de plus de 30 ans et femmes de plus de 27 ans)

D'autres catégories, notamment chez les jeunes, existent à l'image des Mixed U15 ou Mixed U18.

## Les règles
Une équipe est composée de six joueurs et le but est de marquer des essais à l'autre équipe. Elle dispose de 6 tentatives (ou « touch ») pour cela.

### Le Touch
- Action de toucher l'adversaire sur n'importe quelle partie du corps, du ballon ou des vêtements. On doit à ce moment crier «  touch », ce qui permet à l'adversaire de savoir qu'il a été touché.
- Après un touch, le joueur touché doit effectuer la remise en jeu (rollball) à l'endroit du touch (le mark). Un touch peut être effectué avec une ou deux mains mais ne doit jamais être violent sous peine de pénalité. Si un joueur est touché au moment où il marque un essai, le touch est accordé et l'équipe attaquante doit se replier sur la ligne des 7 mètres pour sa prochaine attaque.
- Chaque action dans la zone des 7 mètres doit être démarrée sur la ligne des 7 mètres pour l'attaque et la ligne d'essai pour la défense. À chaque touch, l'arbitre décompte à haute voix le nombre de touches effectués. Au cinquième touch, l'arbitre doit annoncer "dernier touch". Lorsque les joueurs d'une équipe ont été touchés 6 fois, le ballon passe à l'équipe adverse. Si un joueur passe le ballon au moment où il est touché ou après, c'est un touch and pass, pénalisé par la perte du ballon.

### Le rollball
- Un joueur doit effectuer un rollball lorsqu'il a été touché par un joueur de l'équipe adverse. La possession du ballon change :
  1. après 6 touchés,
  2. quand le ballon touche le sol,
  3. quand le Half est touché avec le ballon,
  4. quand un joueur ayant le ballon franchit la ligne de touche.

Lors d'un rollball l'équipe en défense doit se tenir au minimum à 7 mètres du mark (emplacement du rollball). Cette ligne virtuelle des 7 mètres, parallèle aux lignes d'essais, définit ainsi la ligne du hors-jeu.

### Le mark
- Le mark est l'endroit exact du touch et là où le rollball doit être effectué.

### Le Half caught
- Le Half est le joueur qui prend possession du ballon après un rollball. Le Half ne peut pas marquer d'essai et s'il est touché par un adversaire, l'équipe perd la possession du ballon. C'est au moment où le Half prend le ballon que la défense a le droit de bouger. Le Half ne doit pas tarder à ramasser le ballon sous peine de pénalité. Le Half peut être n'importe quel joueur. Si le Half passe le ballon à un autre joueur, il cesse d'être Half.

### Le tapball
- C'est la manière de commencer le match (ou de le reprendre après la mi-temps), de recommencer le jeu après un essai ou après une pénalité.
- Pour effectuer un tapball, le joueur doit déposer le ballon au sol devant lui, et doit taper dans le ballon avec son pied en l'envoyant à une distance maximale d'un mètre devant lui puis le ramasse. Lorsqu'un joueur effectue un tapball, les joueurs adverses doivent se placer à 10 mètres du mark. 
  1. Les joueurs qui défendent ne peuvent bouger que lorsque le joueur a tapé le ballon.
  2. Le joueur qui effectue le tapball peut être touché sans que l'équipe attaquante perde l'avantage du ballon (contrairement au Half).
  3. Le joueur qui effectue le tapball peut marquer un essai (contrairement au Half).

### Les pénalités
- Une pénalité est accordée à l'équipe adverse si :
  1. une passe en avant est commise.
  2. un touch and pass est commis (c'est-à-dire : une passe faite après avoir été touché).
  3. le joueur ne joue pas un rollball à l'endroit exact du mark (overstepping).
  4. une obstruction est commise.
  5. un joueur se conduit de façon contraire aux règles (position de hors jeu, lenteur dans la réintroduction, touch brutal, fausse annonce de touch, contestation à une décision de l'arbitre, …).
- Pour jouer une pénalité, le joueur en possession du ballon doit effectuer un tapball (la défense doit se trouver à 10 mètres du mark).
- L'arbitre signale la reprise du jeu par un coup de sifflet.
- Une exclusion temporaire (2 minutes) ou définitive pourra être sanctionnée si l'arbitre estime qu'un joueur se comporte de façon agressive à son égard ou à l'égard d'autres joueurs.

### Normes

#### Le terrain
- Le terrain réglementaire est de forme rectangulaire et de dimension de 70 × 50 mètres (un peu plus de la moitié d'un terrain de rugby ou de football).

#### Le ballon
- Le ballon du Touch est plus petit qu'un ballon traditionnel de rugby. Il est plus ou moins similaire à un ballon de taille 4, si ce n'est que sa forme est légèrement plus "bombée".

### Composition des équipes et remplacements
- Les équipes peuvent être masculines, féminines ou mixtes.
- Chaque équipe peut être constituée de 14 joueurs au maximum, dont 6 joueurs de champ (il ne doit jamais y avoir 7 joueurs d'une même équipe sur le terrain).
- Les équipes mixtes doivent avoir parmi ces 6 joueurs de champ au plus 3 hommes et au moins 1 femme.
- Il n'y a pas de limite dans le nombre de remplacements.
- Les remplacements sont effectués à n'importe quel moment du jeu sur la ligne de la zone de changement sans arrêter le jeu.

### Mode de jeu, durée et comptabilisation des points
Mode de jeu
Le ballon peut être passé en utilisant simplement les mains. Les passes doivent se faire avec une circulation du ballon en arrière. L'équipe gagnante est celle qui marque le plus de points.
Durée
Officiellement, la durée est de 40 minutes (deux fois 20 minutes) avec une pause de 5 minutes (variantes possibles).
Essai
Un essai est accordé quand le ballon est aplati derrière la ligne d'essai.
Comptabilisation des points
Un point est accordé par essai marqué.

### Possession
Le ballon est rendu à l'équipe adverse :
- Au sixième Touch, si l'équipe attaquante fait tomber le ballon au sol, en cas de pénalité, après un essai ou une sortie en touche.
- Les joueurs qui défendent peuvent intercepter le ballon mais si le joueur qui tente l'interception le fait tomber au sol, il est rendu à l'équipe attaquante avec un nouveau crédit de 6 Touches.
- Si un joueur attaquant est touché, il doit effectuer un Rollball et les défenseurs doivent se placer à 7 mètres du mark. Si au moment de la remise en jeu, les joueurs en défense ne sont pas placés à 7 mètres, ils sont en position de hors jeu et ne peuvent toucher le joueur porteur du ballon tant qu'ils ne sont pas replacés. L'arbitre signale la position de hors-jeu et laisse jouer l'avantage en criant « jouez ! ». Il peut pénaliser l'équipe en défense si l'action est interrompue.

### L'arbitrage
Les matchs sont arbitrés par un arbitre de champ aidé d'un ou de deux arbitres de touche.
- L'arbitre est placé au niveau de la défense. En cas de Rollball, il marque la ligne de hors-jeu à 7 mètres de la marque. Les défenseurs doivent se placer à son niveau.
- Sur un Tap Ball, avant de lancer le jeu, il invite la défense à se placer à 10m.
- L'arbitre assistant signale à l'arbitre central les en-avants, et apporte sa vision lors d'essai.

## La Coupe du monde de Touch

### La Coupe du monde de Touch 2015
La coupe du monde 2015 a eu lieu à Coffs Harbour en Australie du 29 avril au 4 mai 2015. La France a été représentée dans 5 catégories : Men's open (MO), Women's Open (WO), Mixed Open (XO), Men's over 35 (MO35), Women's +27 (WO27).
Leur palmarès est le suivant : 
- Men’s Open  : 8ème
- Women's Open : 8ème
- Mixed Open : 7ème
- Men's over 35 : 3ème
- Women's +27 :4ème

### La Coupe du monde de Touch 2019
La coupe du monde 2019 a eu lieu à Putrajaya en Malaisie du 29 avril au 4 mai 2019. La France a été représentée dans 7 catégories : Men's open (MO), Women's Open (WO), Mixed Open (XO), Men's over 30 (MO30), Men's over 40 (MO40), Women's +27 (WO27), Mixed 30 (X30).
Leur palmarès est le suivant: 
- Men's open : 10ème
- Women's Open : 11ème
- Mixed Open : 10ème
- Men's over 30 : 3ème[4]
- Men's over 40 : 4ème
- Women's +27 : 7ème
- Mixed 30 : 5ème

## Les championnats d'Europe de Touch
L'EFT (fédération européenne de touch rugby) organise tous les deux ans les championnats d'Europe. La dernière édition s'est tenue en 2018 à Nottingham. Elle a rassemblé 1 300 joueuses et joueurs de 17 nations. 
La France était représentée dans les 8 catégories proposées, avec les résultats suivants :
Men's open : 3ème
Women's open : 4ème
Mixed open : 4ème
Mixed 30 : 3ème
Women's 27 : 3ème
Men's 30 : 2ème
Men's 40 : 1er
Men's 45 : 5ème

## Le Touch dans certains pays

Logo NTL

Logo Alliance entre NRL et TFA

### Le Touch en Australie
Le Touch, qui trouve ses origines en Australie, est vraiment très suivi dans le pays, principalement dans les régions traditionnelles du rugby à XIII telles que le Queensland et la Nouvelle-Galles du Sud, mais aussi dans le Territoire de la capitale australienne et plus récemment dans le Victoria et l'Australie-Occidentale.
La fédération de Touch Football Australia (TFA) et sa National Touch League (NTL) ont des équipes originaires de 13 régions dans tout le pays, se rencontrant dans 12 divisions allant des Open hommes, femmes et mixtes jusqu'aux rencontres des femmes de plus de 40 ans et des hommes de plus de 50 ans.
L'Australie a par ailleurs gagné la quasi-totalité des Coupes du Monde de Touch depuis l'inauguration de l'évènement en 1988 dans le Queensland.
La NRL (championnat australien de Rugby à XIII) et la TFA (fédération australienne) ont lancé en aout 2013 un partenariat sportif historique représentant la plus grande impulsion à la participation et au développement d'un jeu dans l'histoire du sport. Les deux organismes sportifs sont convenus de former une alliance stratégique en vue de créer «la plus grande communauté sportive de l'Australie». Ils bénéficieront ainsi de plus de soutiens que ceux qui existent actuellement pour la Rugby League et le développement du jeu, tout en s'assurant qu'il y ait une place sur le terrain pour les deux disciplines.
Le nouvel accord apportera plus de 1,03 million de participants jouant ensemble à des compétitions sous la bannière commune de la NRL-TFA. Cela s'ajoute aux 844 000 filles et garçons qui prennent actuellement part à des programmes de développement de la NRL chaque année.

### Le Touch en France

Logo Touch France

La fédération française, Touch France, a vu le jour en 2001. La France dispose à ce jour[Quand ?] de plus de 70 de clubs et de 7 équipes nationales  Hommes, Femmes et Mixte Open (sans limite d'âge), Femmes de plus de 27 ans, Hommes de plus de 30 ans, Mixtes plus de 30 ans, Hommes de plus de 40 ans,  Hommes de plus de 45 ans, Hommes de plus de 50 ans et de 3 équipes nationales junior : Mixtes moins de 18 ans, Filles moins de 18 ans et Mixtes moins de 15 ans). Toujours en plein développement, Touch France a signé en 2015 un partenariat avec la Fédération Française de Rugby à XIII (FFRXIII). À l'image de ce qui a été fait en Australie entre Touch Football Australia et la National Rugby League, cette union permet le développement de cette pratique au sein des deux fédérations. 
La France est récompensée régulièrement dans les catégories senior : Championne d'Europe en 2012 (homme +30ans) et Championne d'Europe en 2014 et 2016 (homme +35 ans), Championne d'Europe en 2018 et 2022, médaille d'argent en 2023 aux championnats d'Europe (homme +40 ans), médaille de bronze en 2023 aux championnats d'Europe (homme +45ans), médaille d'argent aux championnats d'Europe en 2023 (homme +50ans), de bronze aux championnats du Monde 2011 et 2019 (homme +30ans) et 2015 (homme +35).

## Variantes
Aujourd'hui la FIT est l'organisme développant le Touch à travers le monde. Cependant, dans certains pays sont nées des variantes de ce sport. Non reconnues à l'échelle internationale et n'ayant pas de lien direct avec la FIT, ces disciplines ne peuvent donc être véritablement assimilées à du Touch.

### Rugby ludique
Les Règles du Jeu de World Rugby pour le Rugby Ludique ont été conçues afin que les Fédérations puissent développer les nouvelles pratiques dont le Rugby sans contact.

### Touch XIII
Le Touch XIII fait partie des pratiques aménagées du rugby à XIII proposées par la fédération française de rugby à XIII, celle-ci reprend en grande partie les règles du rugby à XIII, tout en jouant sur un petit terrain avec seulement 7 joueurs. Les contacts sont interdits, et le jeu au pied est limité. Il n'existe pour le moment aucune compétition nationale de touch XIII. Celui-ci se pratique en loisir, en matchs amicaux et en tournois. 
La FFR XIII a par ailleurs signé un partenariat avec la fédération française de Touch (Touch France) en 2015,.

### Rugby à 5
La FFR (Fédération française de rugby à XV) a fait un temps la promotion du « Rugby à toucher ». Depuis la FFR a créé ses propres règles et le rugby à toucher, ou rugby à 5, est différent du touch (ou touch rugby).